# Václav Plechatý
Václav Plechatý (* 26. únor 1948, Liberec, Československo) je český výtvarník, grafik a řezbář.

## Život
Václav Plechatý se narodil, žije a tvoří v Liberci. Jeho dědeček byl řezbářský mistr a základy řezbářství se učil od otce. Vyučil se konstrukčním zámečníkem. Na přelomu 60. a 70. let vytvořil své první kovové plastiky – na libereckém sídlišti v Ruprechticích jsou třímetrové kolosy s názvem Spartakiáda, Satelit a Páv. Zabýval se intarzií, řezbářstvím a od 80. let grafikou – vytvářel linoryty, používal suchou jehlu, mezzotintu, lept i kombinované techniky.

## Dílo
Díla Václava Plechatého se nalézají v oficiálních i soukromých sbírkách po celém světě.

### Orloj v Kryštofově údolí
Jeho zatím posledním významným počinem je sochařská výzdoba třetího mechanického orloje v Česku v Kryštofově Údolí u Liberce. Kromě dvanácti dřevěných apoštolů, defilujících každou hodinu v oknech orloje, zdobí průčelí stavby sochy sv. Kryštofa, sv. Barbory a ponocného - dominantou je pohyblivá luneta, znázorňující venkovský život. Na boční straně pak soubor doplňují sluneční hodiny v podobě slunce.

### Ostatní
Mezi "patrony" malých dílek patří herci Jiřina Bohdalová, Marek Eben, Jiří Lábus, Martin Dejdar, moderátorka ČT Marcela Augustová a další.

### Paměti
Svůj život, spojený s mnoha výraznými osobnostmi a osobními přáteli, jako byli třeba malíři Vladimír Komárek, Josef Jíra či Václav Pokorný popsal v knihách vzpomínek V pohodě.
Je jedním ze zakládajících členů řezbářských sympozií v Turnově na Dlaskově statku, kde lze každoročně vidět jeho práce.